# Тенге-Холевен
Тенге-Холевен или Гохар-Руд (перс. گهر رود) — река, расположенная в остане Лурестан на западе Ирана. Приток реки Дез (приток Каруна). Длина составляет приблизительно 40 км.
Берёт начало на южных склонах горы Техте-Шах. Протекает через озёра Малый Гохар и Ирин. Средний расход воды на выходе из Ирина — 0,5 м³/с. Максимальный объём воды в устье в мае достигает 21 м³/с. Река течёт в направлении с востока на запад.
В реку впадает также ряд небольших притоков, среди которых самый большой — Руд-е-Амарат.
В ущелье реки расположено несколько слабонаселённых пунктов: Чемчет, Холавар, Амарат, Ти, занимающихся сельским хозяйством. В низовье на реке есть два моста, а также небольшая плотина.

## Климат

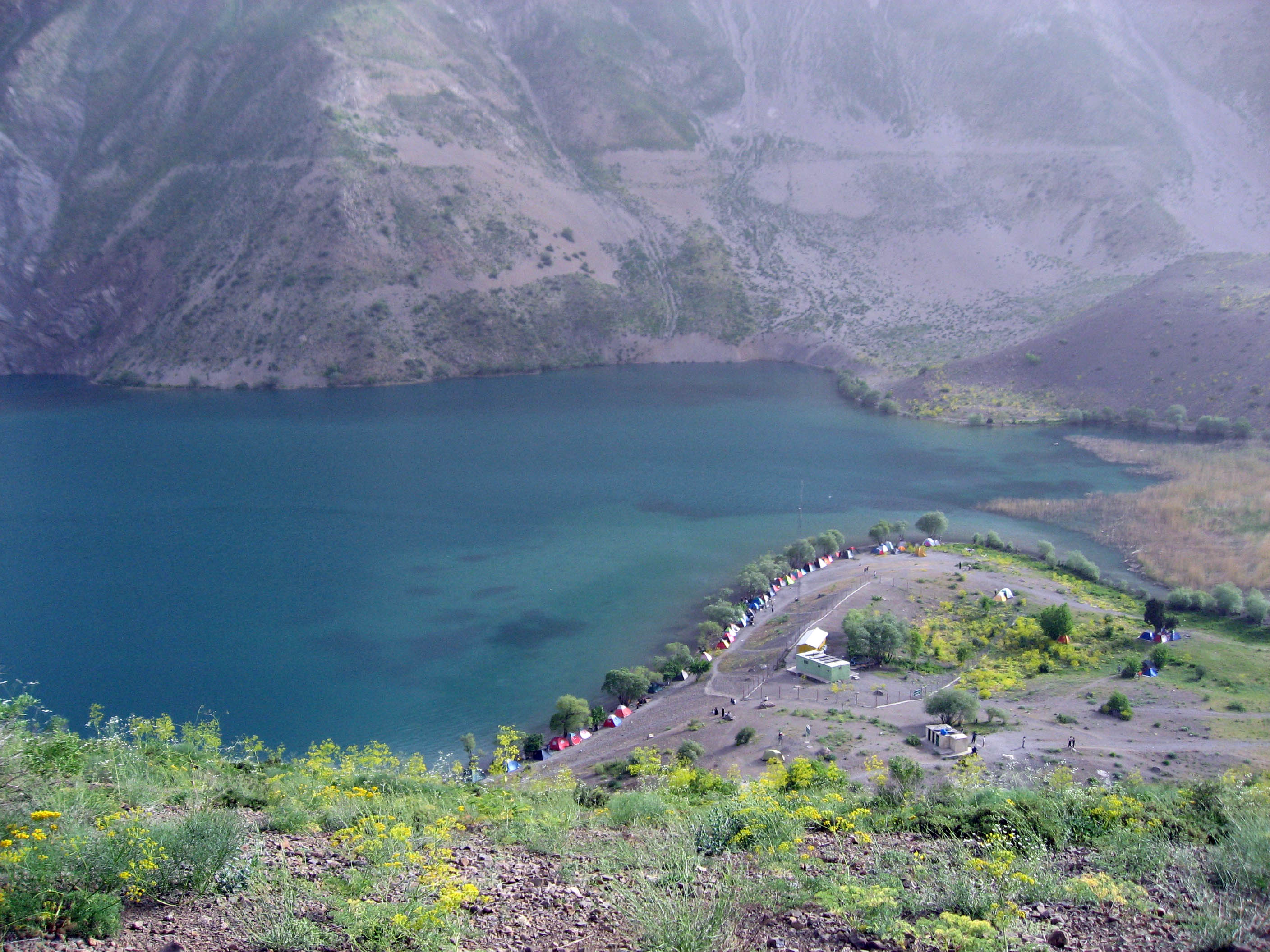
Озеро Ирин. Справа виден участок вытекающего Тенге-Холевена

В верхней части речной долины преобладает бореальный климат, где зарегистрированное среднегодовое количество осадков достигает величины в 700 мм, а температура воздуха изменяется от самого небольшого уровня −30 °C в течение февраля и до максимального значения +37 °C, которое зафиксировано в августе. Температура воды колеблется от 3 °C в январе до 24 °C в июле и августе, а количество кислорода составляет 8,5-13 мг/л. Тенге-Холевен — олиготрофная река, поскольку в ней очень мало питательных веществ и у неё небольшое производство органики. В реке и в районе, к ней прилегающем, идентифицирован 31 вид из пяти семейств фитопланктона, 42 вида из 26 семейств насекомых, моллюсков, червей и раков, а также девять видов из 12 семей водных растений.

## Ихтиофауна
Тенге-Холевен изобилует также и некоторыми интродуцированными видами рыб, такие как кумжа (Salmo trutta) и микижа (Oncorhynchus mykiss), которые в озера, из которых вытекает Тенге-Холевен, введены в начале 1970-х гг. Долина Тенге-Холевена изобилует дубами, вербами, миндальными и фисташковыми деревьями, а также вязом, грушевыми деревьями, яблонями, платанами, деревьями грецкого ореха, инжирными деревьями, ясенем, боярышником и гранатом. Тенге-Холевен, озера Большой и Малый Гохар вместе с Ошторан-Кухом, расположенным около них, в связи с очень высокой степенью биоразнообразия провозглашены охранной зоной, которая носит название «зона Доруд».

## Исторические сведения
Осенью 2015 года произошёл разрыв плотины на реке Тенге-Холевен. В том же году произошло и другое важное событие для региона: был создан полицейский мотоциклетный патруль, в функции которого входит слежение за соблюдением порядка во всем шахрестане, соблюдением запрета охоты и рыбной ловли в защищённой зоне Тенге-Холевена и оперативное задержание нарушителей. Начальник защищённой зоны Доруд, Амирхоссейн Заляки, учитывая сложившуюся кризисную ситуацию с биоразнообразием в защищённой зоне, которая касается некоторых видов птиц и животных, попросил жителей региона категорически воздержаться от охоты на них и сообщать в местное отделение по защите окружающий среды в случае если они заметят каких-либо нарушителей данного запрета.